# Steeve Elana
Steeve Elana (ur. 11 lipca 1980 w Aubervilliers) – martynikański piłkarz występujący na pozycji bramkarza. Zawodnik klubu Tours FC.

## Kariera
Elana urodził się we Francji w rodzinie pochodzenia martynikańskiego. Jako junior grał w zespołach FC Solitaires, ES Colombes, Burel FC oraz US Marseille Endoume. W 1999 roku został zawodnikiem rezerw Olympique Marsylia i grał tam do 2001 roku. Następnie przeszedł do ASOA Valence z Championnat National, gdzie spędził sezon 2001/2002.
W 2002 roku odszedł do SM Caen, grającego w Ligue 2. W sezonie 2003/2004 wywalczył z nim awans do Ligue 1. W lidze tej zadebiutował 7 sierpnia 2004 w zremisowanym 1:1 meczu z FC Istres. W sezonie 2004/2005 w barwach Caen rozegrał 13 spotkań. Zespół zaś zajął 18. miejsce w lidze i spadł do Ligue 2. Wówczas Elana odszedł do innego zespołu występującego w tych rozgrywkach – Stade Brestois 29. W sezonie 2009/2010 awansował z nim do Ligue 1, a sam został wybrany do jedenastki sezonu rozgrywek ligowych. Został też uznany bramkarzem roku Ligue 2.
W 2012 roku przeszedł do Lille OSC, także grającego w Ligue 1. W sezonie 2012/2013 zagrał tam w 20 ligowych pojedynkach, jednak przez kolejne trzy sezony nie wystąpił w lidze już ani razu. W 2016 roku odszedł do Gazélec Ajaccio z Ligue 2, a w 2018 roku został zawodnikiem Tours FC, grającego w Championnat National.
| Sezon   | Klub              | Kraj    | Rozgrywki | Mecze | Bramki | Rozgrywki Europy                    | Mecze | Bramki |
| ------- | ----------------- | ------- | --------- | ----- | ------ | ----------------------------------- | ----- | ------ |
| 2001/02 | ASOA Valence      | Francja | National  | 29    | 0      | –                                   | –     | –      |
| 2002/03 | SM Caen           | Francja | Ligue 2   | 12    | 0      | –                                   | –     | –      |
| 2003/04 | SM Caen           | Francja | Ligue 2   | 37    | 0      | –                                   | –     | –      |
| 2004/05 | SM Caen           | Francja | Ligue 1   | 13    | 0      | –                                   | –     | –      |
| 2005/06 | Stade Brestois 29 | Francja | Ligue 2   | 33    | 0      | –                                   | –     | –      |
| 2006/07 | Stade Brestois 29 | Francja | Ligue 2   | 36    | 0      | –                                   | –     | –      |
| 2007/08 | Stade Brestois 29 | Francja | Ligue 2   | 35    | 0      | –                                   | –     | –      |
| 2008/09 | Stade Brestois 29 | Francja | Ligue 2   | 19    | 0      | –                                   | –     | –      |
| 2009/10 | Stade Brestois 29 | Francja | Ligue 2   | 38    | 0      | –                                   | –     | –      |
| 2010/11 | Stade Brestois 29 | Francja | Ligue 1   | 38    | 0      | –                                   | –     | –      |
| 2011/12 | Stade Brestois 29 | Francja | Ligue 1   | 37    | 0      | –                                   | –     | –      |
| 2012/13 | Lille OSC         | Francja | Ligue 1   | 20    | 0      | Liga Mistrzów UEFA                  | 2     | 0      |
| 2013/14 | Lille OSC         | Francja | Ligue 1   | 0     | 0      | –                                   | –     | –      |
| 2014/15 | Lille OSC         | Francja | Ligue 1   | 0     | 0      | Liga Mistrzów UEFA Liga Europy UEFA | 1 0   | 0      |
| 2015/16 | Lille OSC         | Francja | Ligue 1   | 0     | 0      | –                                   | –     | –      |
| 2016/17 | Gazélec Ajaccio   | Francja | Ligue 2   | 38    | 0      | –                                   | –     | –      |
| 2017/18 | Gazélec Ajaccio   | Francja | Ligue 2   | 36    | 0      | –                                   | –     | –      |
| 2018/19 | Tours FC          | Francja | National  |       |        | –                                   | –     | –      |